# LEN European Cup 1979-1980
La LEN European Cup 1979-1980 è stata la diciassettesima edizione del massimo trofeo continentale di pallanuoto per squadre di club.
Otto formazioni hanno raggiunto la qualificazione alla fase finale, svoltasi in due fasi a gironi.
Gli ungheresi del Vasas Sport Club hanno conquistato il trofeo per la prima volta vincendo il girone finale disputato nell'allora Berlino Ovest.

## Gironi di semifinale

### Gironi
| Gruppo A         |
| sede: Bratislava |
| - Košice         |
| - Ethnikos       |
| - Montjuïc       |
| - Vasas          |

| Gruppo B       |
| sede: Belgrado |
| - Alphen       |
| - OSLF Odense  |
| - Partizan     |
| - Spandau      |

### Gruppo A
|    | Semifinali 1979-1980 | Pti | G | V | N | P | GF | GS | DR |
| -- | -------------------- | --- | - | - | - | - | -- | -- | -- |
| 1. | Vasas                | 6   | 3 | 3 | 0 | 0 | 22 | 13 | +9 |
| 2. | Montjuïc             | 4   | 3 | 2 | 0 | 1 | 18 | 20 | -1 |
| 3. | Košice               | 2   | 3 | 1 | 0 | 2 | 17 | 15 | +2 |
| 4. | Ethnikos             | 0   | 3 | 0 | 0 | 3 | 13 | 22 | -9 |

|  | Vasas  | 10-5 | Montjuïc |
|  | Košice | 8-4  | Ethnikos |

|  | Vasas    | 7-4 | Ethnikos |
|  | Montjuïc | 7-5 | Košice   |

|  | Vasas    | 5-4 | Košice   |
|  | Montjuïc | 7-5 | Ethnikos |

### Gruppo B
|    | Semifinali 1979-1980 | Pti | G | V | N | P | GF | GS | DR  |
| -- | -------------------- | --- | - | - | - | - | -- | -- | --- |
| 1. | Spandau              | 6   | 3 | 3 | 0 | 0 | 19 | 9  | +10 |
| 2. | Partizan             | 4   | 3 | 2 | 0 | 1 | 25 | 15 | +10 |
| 3. | Alphen               | 2   | 3 | 1 | 0 | 2 | 13 | 16 | -3  |
| 4. | OSLF Odense          | 0   | 3 | 0 | 0 | 3 | 9  | 26 | -15 |

|  | Partizan | 11-5 | Odense |
|  | Spandau  | 5-2  | Alphen |

|  | Partizan | 9-4 | Alphen |
|  | Spandau  | 8-2 | Odense |

|  | Partizan | 5-6 | Spandau |
|  | Alphen   | 7-2 | Odense  |

## Girone finale
|  |    | Finali 1979-1980 | Pti | G | V | N | P | GF | GS | DR  |
|  | -- | ---------------- | --- | - | - | - | - | -- | -- | --- |
|  | 1. | Vasas            | 5   | 3 | 2 | 1 | 0 | 21 | 17 | +4  |
|  | 2. | Partizan         | 4   | 3 | 2 | 0 | 1 | 24 | 16 | +8  |
|  | 3. | Spandau          | 3   | 3 | 1 | 1 | 1 | 13 | 13 | 0   |
|  | 4. | Montjuïc         | 0   | 3 | 0 | 0 | 3 | 12 | 24 | -12 |

|  | Vasas    | 8-6 | Montjuïc |
|  | Partizan | 6-4 | Spandau  |

|  | Vasas    | 4-4  | Spandau  |
|  | Partizan | 11-3 | Montjuïc |

|  | Vasas   | 9-7 | Partizan |
|  | Spandau | 5-3 | Montjuïc |

### Campioni
- Vasas Campione d'Europa:

Horváth, Banyai, Krieger, Budavari, Faragó, Gábor Csapó, György Kenéz, Dávid, Foldi, Gajdossy, Darida, Kijatz, Olveczky, Tory.

## Fonti
- (EN)  LEN, The Dalekovod Final Four - Book of Champions 2011, 2011 (versione digitale)